# Ishihara-Farbtafel

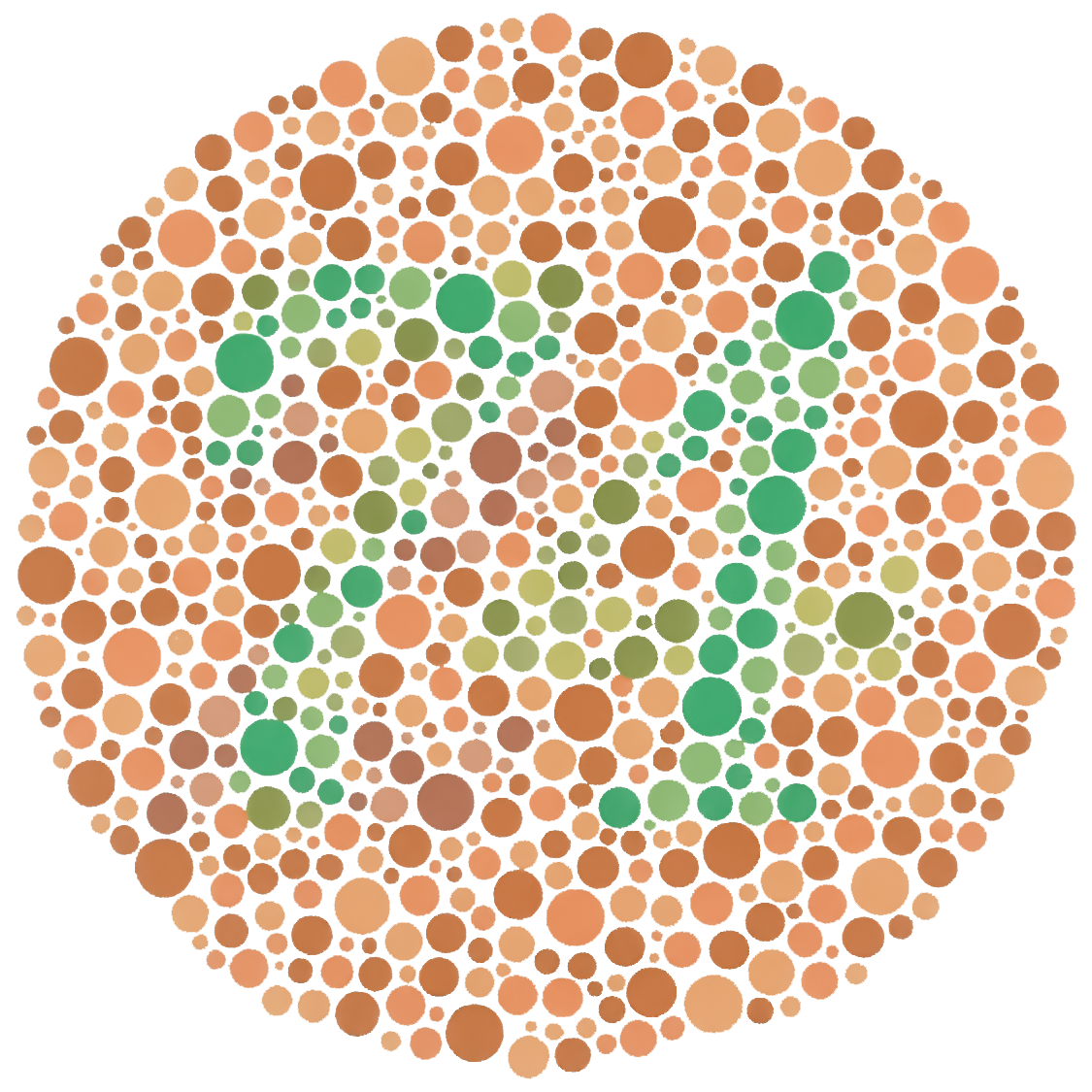
Ishihara-Farbtafel mit der Zahl „74“; Betrachter mit einem dichromatischen oder anomalen trichromatischen Farbempfinden lesen die Zahl unter Umständen als „21“ oder können sie gar nicht entziffern.

Grobe Grau-Weiß Darstellung einer Testtafel, damit sich auch Menschen mit völliger Farbblindheit einen Eindruck vom Test machen können.

Die Ishihara-Farbtafeln sind ein Farbsehtest zum Nachweis vor allem angeborener rot-grün-Farbsehstörungen. Es sind Testtafeln enthalten zur Aufdeckung einer Rot-Grün-Sehschwäche, zur differenzierten Erkennung einer Rotschwäche / Rotblindheit, einer Grünschwäche / Grünblindheit und der völligen Farbenblindheit. Tafeln zur Testung des Blau-Gelb-Farbsehens sind nicht enthalten. Aus den Stilling'schen Farbtafeln (Erstveröffentlicht 1877) durch den japanischen Augenarzt Shinobu Ishihara weiterentwickelt, der diese Testreihe dann 1917 erstmals veröffentlichte.
Der Test wird mit (meist mehreren) Scheiben durchgeführt, auf denen runde Farbflecken mit unterschiedlichen Farbtönen, Helligkeitswerten und Größen angeordnet sind. Personen mit normaler Farbsehfähigkeit können daraus Zahlen oder Buchstaben lesen, während Probanden mit einer Farbsehschwäche Schwierigkeiten damit haben oder sie können diese überhaupt nicht erkennen, weil sie vorrangig oder ausschließlich die Helligkeitswerte oder die Größen der farbigen Kreise unterscheiden (können). Typischerweise müssen bei dem Test mehrere Farbtafeln betrachtet werden. Damit ist es möglich, den Grad der Farbsehschwäche abzuschätzen. Von einer Rot-Grün-Sehschwäche (Protanomalie, Deuteroanomalie) sind etwa 8–9 % aller Männer (d. h. etwa einer unter elf) und etwa 0,5–0,8 % der Frauen (etwa eine unter 130–200) in westlichen Ländern betroffen. Eine Blau-Gelb-Sehschwäche (Tritanomalie) ist dagegen sehr selten (weniger als 1 unter 10.000). Wenn sie gering ausgeprägt ist, fällt die Rot-Grün-Sehschwäche im Alltag praktisch nicht auf und die Betroffenen werden zum ersten Mal damit bei der Betrachtung der Ishihara-Tafeln konfrontiert. Bestimmte Berufe, bei denen es entscheidend auf gutes Sehvermögen ankommt (z. B. Pilot), sind für Personen mit deutlicher Farbsehschwäche jedoch nicht möglich.

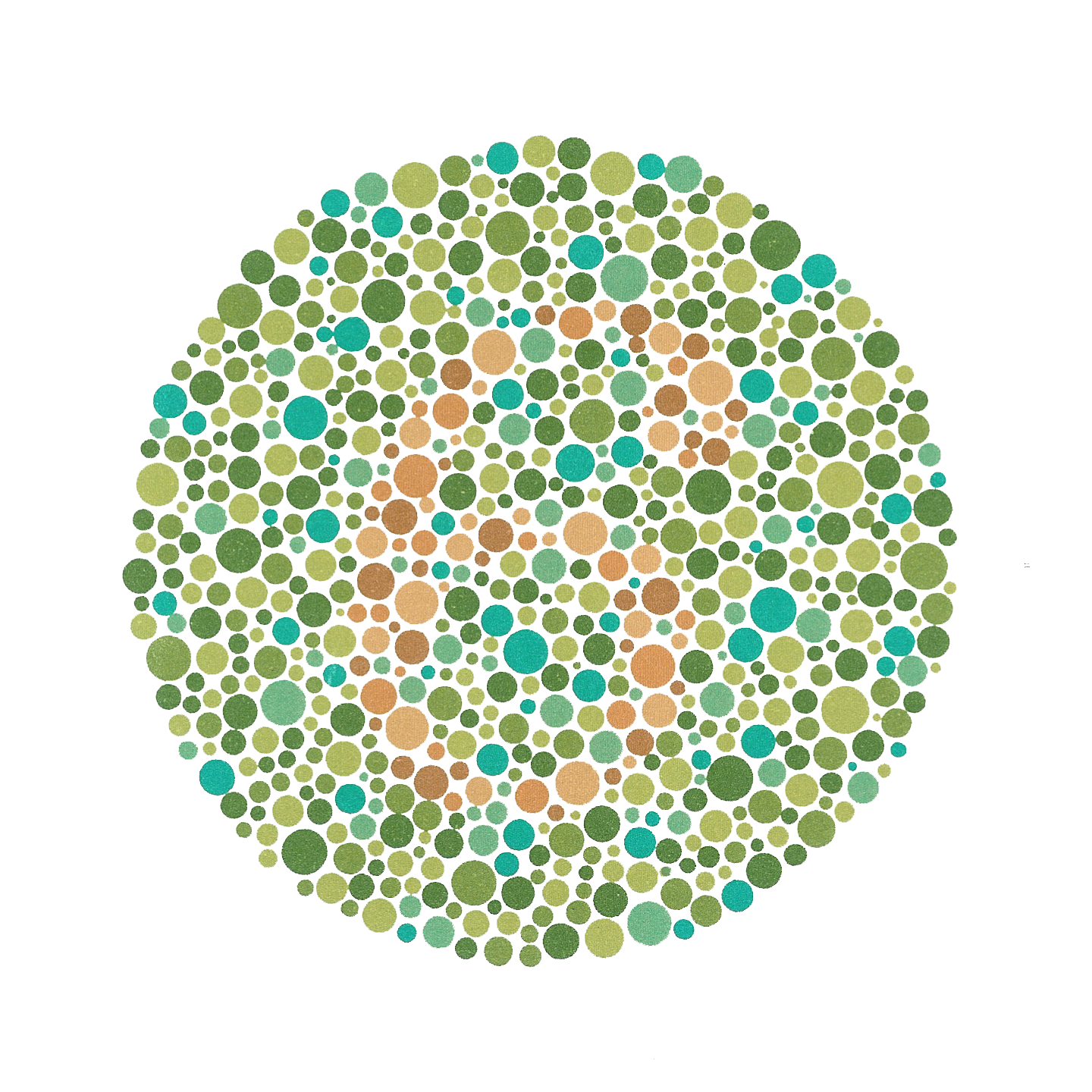
Farbtafel „6“ (keine Zahl zu erkennen: allgemeine Farbschwäche)
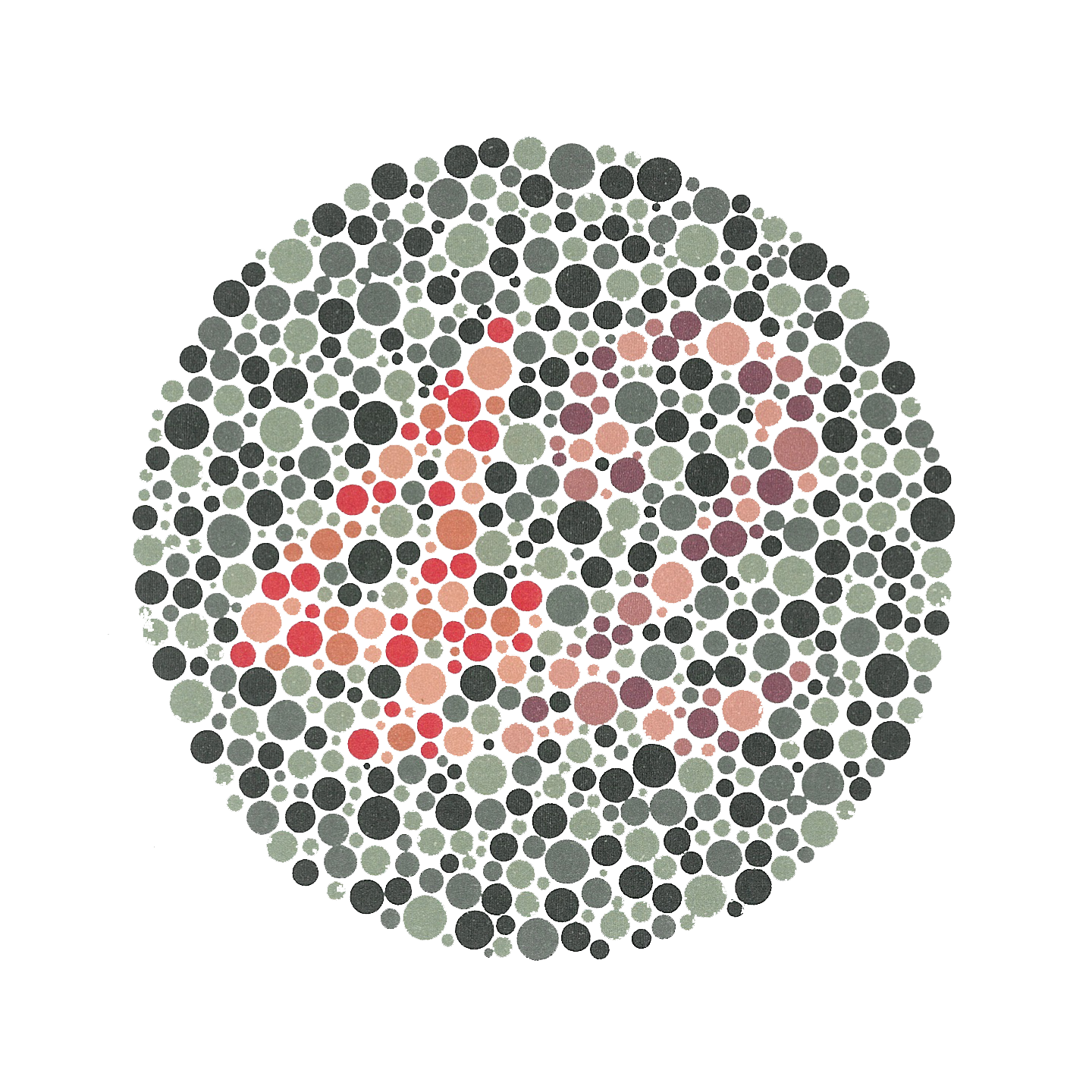
Farbtafel „42“ (bei Protanopie: „2“, bei Deuteranopie: „4“)
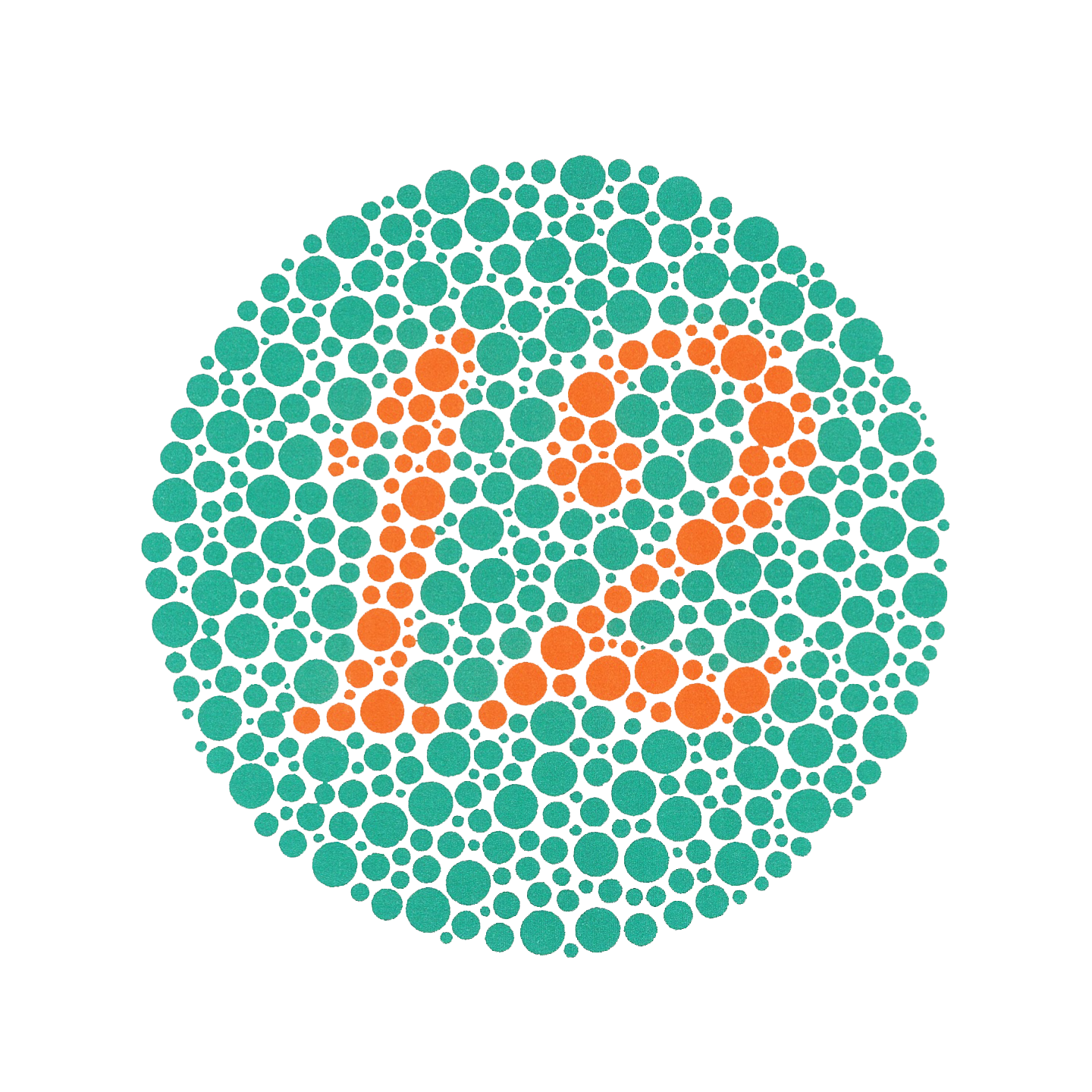
Farbtafel „12“ (Übungskarte. Nur völlig Farbenblinde können die „12“ nicht erkennen)
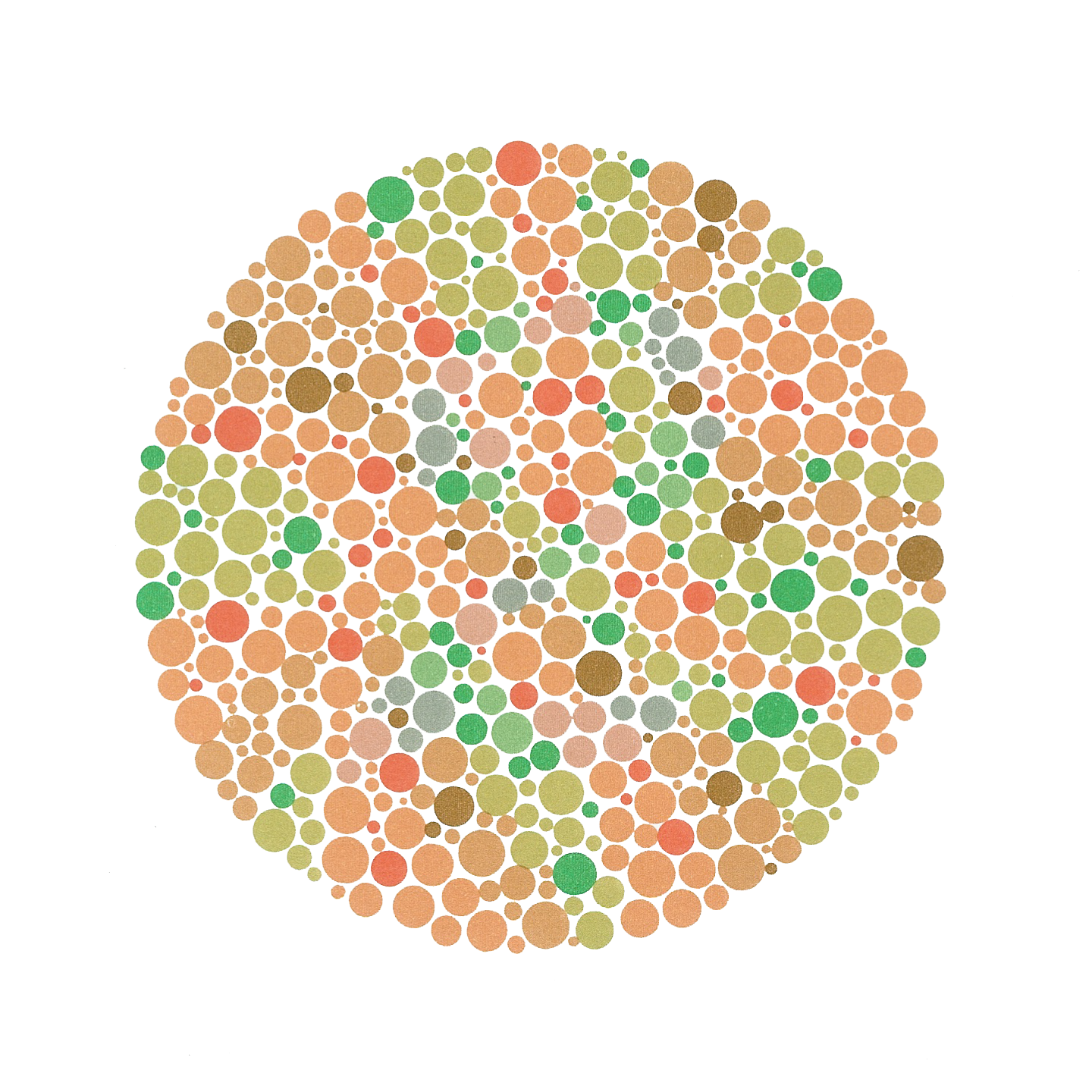
Farbtafel „--“ (nichts hinterlegt; Menschen mit deutlicher Rot-Grün-Schwäche erkennen eine Linie)